# Вулиця Героїв Севастополя (Київ)
Вулиця Героїв Севастополя — вулиця в Солом'янському районі міста Києва, місцевість Новокараваєві дачі. Пролягає від Відрадної площі до Новопольової вулиці.
Прилучаються вулиці Знам'янська, Бориславська, Газова, Миронівська, Танкістів, Патріотів, Одеська, Карпатська, Залісна, Паустовського, Планерна, Кар'єрна, Зелена, Постова. Вулиця має посередині бульварну зону.

## Історія
Вулиця виникла на початку 1940-х років під назвою 170-та Нова вулиця, з 1944 року — Путепроводна (пізніше назву українізували на Шляхопровідна).
У 1950-х роках під час забудови масиву Відрадний виникло її продовження — Відрадна вулиця (назва з 1959 року). У серпні 1963 року вулиці об'єднані під єдиною назвою — Відрадна. Сучасна назва на честь героїчних захисників Севастополя — з жовтня 1963 року.
1981 року вулиця була розділена, частина її (від проспекту Комарова до залізниці) отримала назву Відрадна. У 1982 році Відрадну вулицю вчергове було приєднано до вулиці Героїв Севастополя.
У 2024 році вулицю знову було розділено на дві частини. Бульварна частина зберегла назву Героїв Севастополя, а решта перейменована на Академіка Шалімова на честь академіка Олександра Шалімова.